# Halopteris infundibulum
Halopteris infundibulum är en nässeldjursart som beskrevs av Vervoort 1966. Halopteris infundibulum ingår i släktet Halopteris och familjen Halopterididae. Inga underarter finns listade i Catalogue of Life.